# Nexter Systems

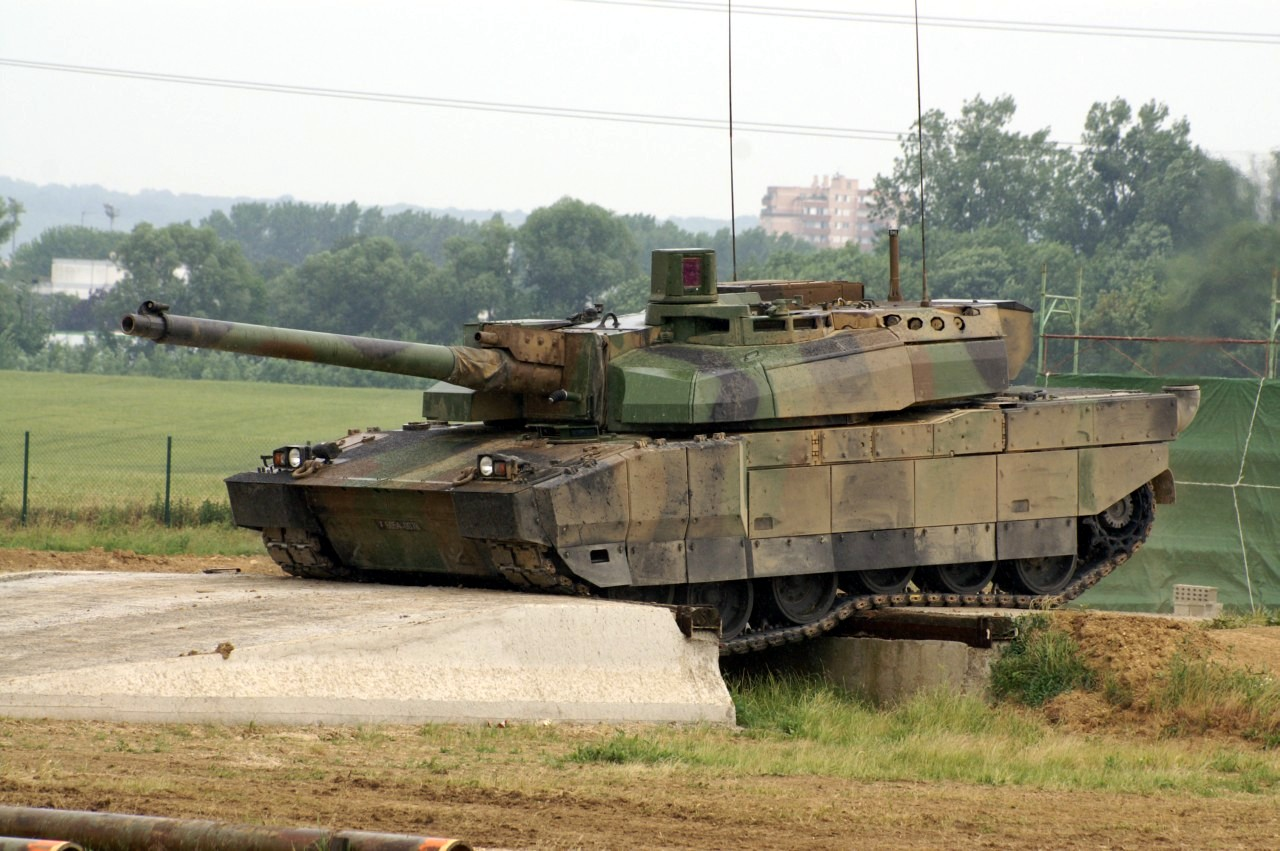
Xe tăng Leclerc

Nexter Systems SA là một hãng sản xuất vũ khí và dụng cụ, xe cộ quân đội, thành lập năm 2006 từ doanh nghiệp nhà nước Giat Industries. Nexter sản xuất chủ yếu là xe thiết giáp, xe tăng, súng ống và đạn dược. Ngoài ra công ty này còn sản xuất phụ tùng cho kỹ nghệ đóng tàu và hàng không.